# Лоури Сити (Мисури)
Лоури Сити (енгл. Lowry City) град је у америчкој савезној држави Мисури.

## Демографија
По попису из 2010. године број становника је 640, што је 88 (-12,1%) становника мање него 2000. године.
| Група             | 2000.       | 2010.       |
| Белци             | 704 (96,7%) | 616 (96,3%) |
| Афроамериканци    | 1 (0,1%)    | 1 (0,2%)    |
| Азијати           | 1 (0,1%)    | 0 (0,0%)    |
| Хиспаноамериканци | 17 (2,3%)   | 12 (1,9%)   |
| Укупно            | 728         | 640         |